# Bittium nicholsi
Bittium nicholsi är en snäckart som beskrevs av Bartsch 1911. Bittium nicholsi ingår i släktet Bittium och familjen Cerithiidae. Inga underarter finns listade i Catalogue of Life.